# 罗萨斯-德普埃尔托雷亚尔
罗萨斯德普埃尔托雷亚尔，是西班牙马德里自治区的一个市镇。总面积30平方公里，总人口321人（2001年），人口密度11人/平方公里。